# Premio Compasso d'oro 2020
Il premio Compasso d'oro 2020 è stata la 26ª edizione della cerimonia di consegna del premio Compasso d'oro. Si è svolta all'ADI Design Museum di Milano il 9 settembre 2020.

## Giuria
- Denis Santachiara (presidente della giuria)
- Luca Bressan
- Virginio Briatore
- Jin Kuramoto
- Päivi Tahkokallio

## Premiazioni

### Compasso d'oro[1]
| Prodotto                                | Descrizione                                | Azienda                                                | Designer                                                            | Immagine |
| --------------------------------------- | ------------------------------------------ | ------------------------------------------------------ | ------------------------------------------------------------------- | -------- |
| Aero                                    | accessorio per la persona (visiera)        | Momodesign                                             | Paolo Cattaneo, Klaus Fiorino (Momodesign)                          |          |
| AK/25                                   | sanitari e accessori per il bagno          | Aboutwater (Boffi e Fantini)                           | Kim Paik Sun                                                        |          |
| Arrangements                            | apparecchi di illuminazione                | Flos                                                   | Michael Anastassiades                                               |          |
| Brand Identity Le Gallerie degli Uffizi | corporate identity                         | Gallerie degli Uffizi                                  | Carmi e Ubertis                                                     |          |
| Chakra                                  | arredi e complementi per l’ufficio         | Universal Selecta                                      | Eugenio Pasta (R&D Universal Selecta)                               |          |
| D-Heart                                 | attrezzature medicali e ospedaliere        | D-Heart                                                | Design Group Italia                                                 |          |
| E-Lounge                                | arredo urbano                              | Repower                                                | Antonio Lanzillo & Partners                                         |          |
| Enel X Juicepole/Juicebox               | stazione di ricarica per veicoli elettrici | Enel X                                                 | Defne Koz, Marco Susani (Koz Susani Design)                         |          |
| Eutopia                                 | arredi e complementi per la casa           | Gomez Paz Design & Crafted                             | Francisco Gomez Paz                                                 |          |
| Ferrari Monza SP1                       | automobile                                 | Ferrari                                                | Flavio Manzoni (Ferrari Design)                                     |          |
| Food for soul                           | progetto sociale                           | Food for soul                                          | Food for soul                                                       |          |
| Formula E Caliper                       | componenti di automobili (pinze per freni) | Brembo                                                 | Brembo                                                              |          |
| Hannes                                  | protesi di mano robotica                   | Istituto italiano di tecnologia e INAIL Centro Protesi | Lorenzo de Bartolomeis, Gabriele Diamanti, Filippo Poli - ddpstudio |          |
| Il mare a Milano                        | mostra                                     | Sanlorenzo                                             | NEO (Narrative Environments Operas)                                 |          |
| Outcut                                  | imbarcazione                               | Outcut                                                 | Rocco e Pietro Carrieri                                             |          |
| Pieces of Venice                        | riciclo di materiali dismessi              | Pieces of Venice – Benefit Company                     | Luciano Marson                                                      |          |
| Rua                                     | sistema per cucina (piano cottura)         | TM Italia                                              | Ruadelpapavero                                                      |          |
| Spazio                                  | arredi e complementi per la casa           | Falmec                                                 | Francesco Lucchese – Lucchesedesign Studio                          |          |

## Premi alla carriera
- Rossella Bertolazzi
- Gilda Bojardi
- Marco Ferreri
- Carlo Forcolini
- Carlo e Piero Molteni
- Anty Pansera
- Vanni Pasca Raymondi
- Eugenio Perazza
- Nanda Vigo

### Internazionali
- Emilio Ambasz
- Nasir e Nargis Kassamali
- Jasper Morrison

### Alla carriera del prodotto
- Pier Giacomo e Achille Castiglioni, Arco (1962), realizzato per Flos;
- Vico Magistretti, Nathalie (1978), realizzato per Flou;
- Piero Gatti, Cesare Paolini e Franco Teodoro, Sacco (1968), realizzato per Zanotta.

## Targa giovani
- Pietro Gnali, Casco 4.0, LABA Libera Accademia di Belle Arti
- Caterina Castiglioni, Sil-O-Safe, Politecnico di Milano - Scuola del design
- Gianmarco Gatti, Tetraodon: ricerca, progettazione e sviluppo di un sistema di protezione individuale per le valanghe bio-ispirato a specie marine, Università degli Studi di Camerino